# Усть-Камчатськ
Усть-Камча́тськ (рос. Усть-Камчатск) — селище (з 1951 по 2008 — селище міського типу) і порт, адміністративний центр Усть-Камчатського району Камчатського краю Далекосхідного федерального округу (Росія).

## Географія
Селище розташоване на східному узбережжі півострова Камчатка, у гирлі річки Камчатка, на берегах озера Нерпиче і Камчатської затоки Тихого океану. Відстань до Петропавловська-Камчатського фізична — 440 км, автошляхом — 741 км.

### Клімат
- Середньорічна температура повітря — −0,4 °С
- Відносна вологість повітря — 80,3 %
- Середня швидкість вітру — 4,2 м/с

## Історія
Селище засноване в 1731 році під назвою Усть-Приморськ.
У 1890 році дістало сучасну назву Усть-Камчатськ.
У 2010 році відбулося виверження довколишніх вулканів Ключевська Сопка та Шивелуч, унаслідок чого попелом було засипане майже все селище.

## Населення
Станом на 2011 рік у селищі проживало 4560 чоловік.
| 1926  | 1939  | 1959  | 1970    | 1979    | 1989    | 2000  |
| ----- | ----- | ----- | ------- | ------- | ------- | ----- |
| 467   | ↗1819 | ↗9941 | ↗11 433 | ↗16 326 | ↘13 611 | ↘7800 |
| 2002  | 2007  | 2009  | 2010    |         |         |       |
| ↘5231 | ↘4268 | ↘4167 | ↗4352   |         |         |       |

## Інфраструктура
У селищі діє морський порт, рибокомбінат та деревообробні підприємства. У 1937 році відкрито аеропорт «Усть-Камчатськ».

## Відомі люди
У 1978 році в селищі народився відомий український телеведучий та продюсер Максим Бахматов, який протягом 2015-2017 рр. був генеральним директором Національного експоцентру України.
- Князєв Володимир Андрійович (1940—2015) — український організатор кіновиробництва.

## Географічне диво
За 120 км на захід — південний захід від селища розташований найвищий у Євразії діючий вулкан Ключевська Сопка (4750 м).

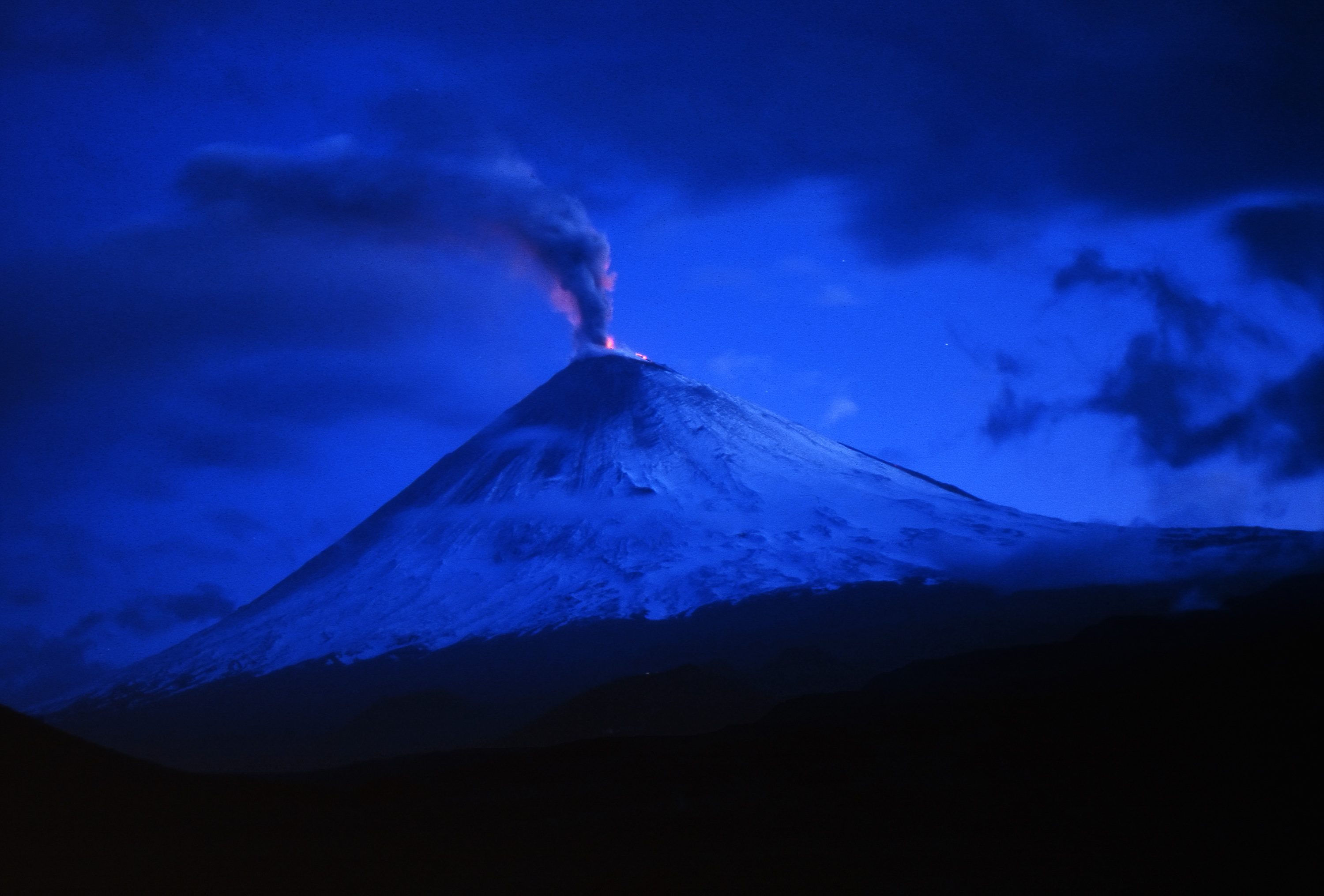
Виверження Ключевської сопки
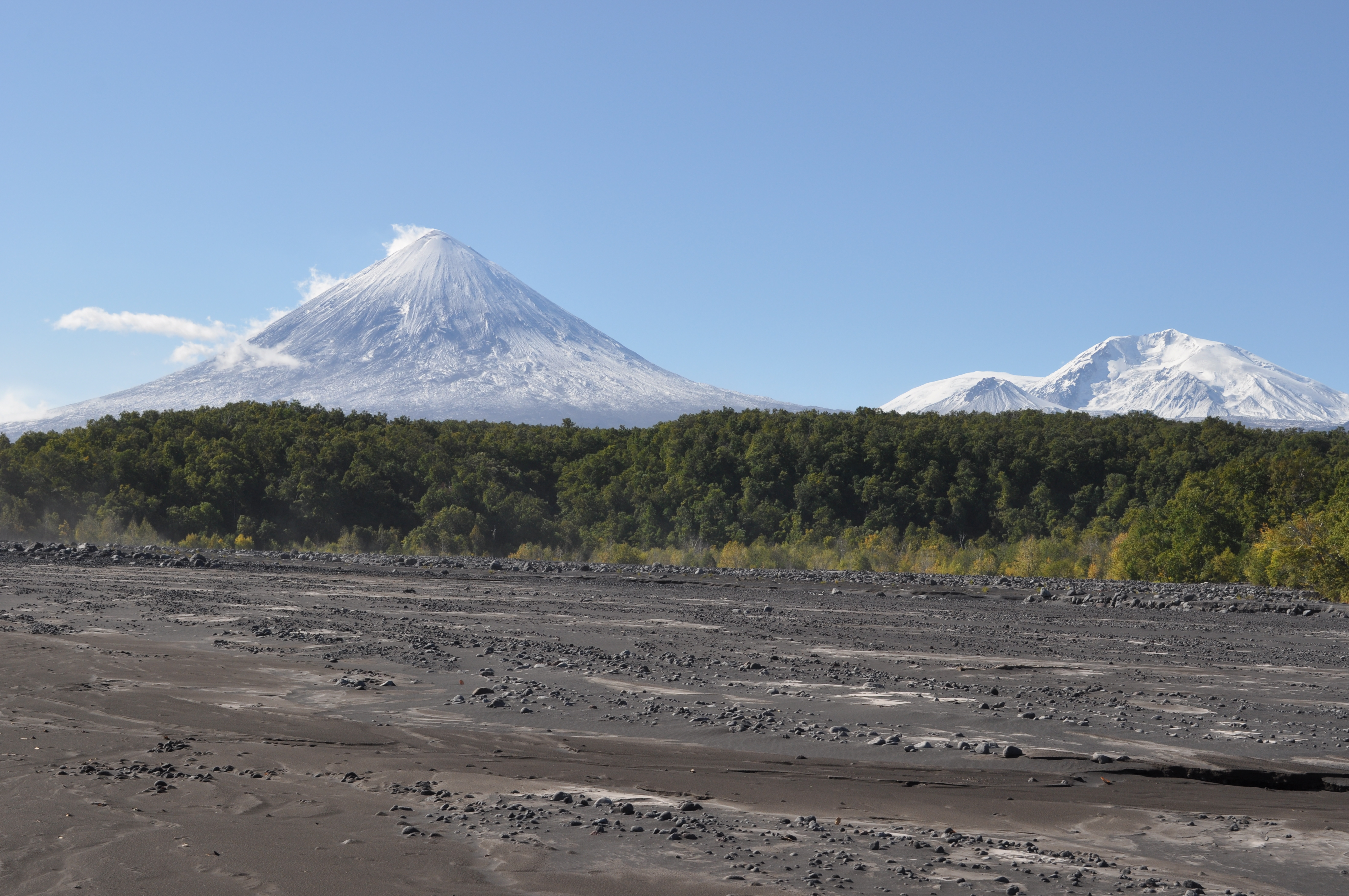
Ключевська сопка в спокійному стані
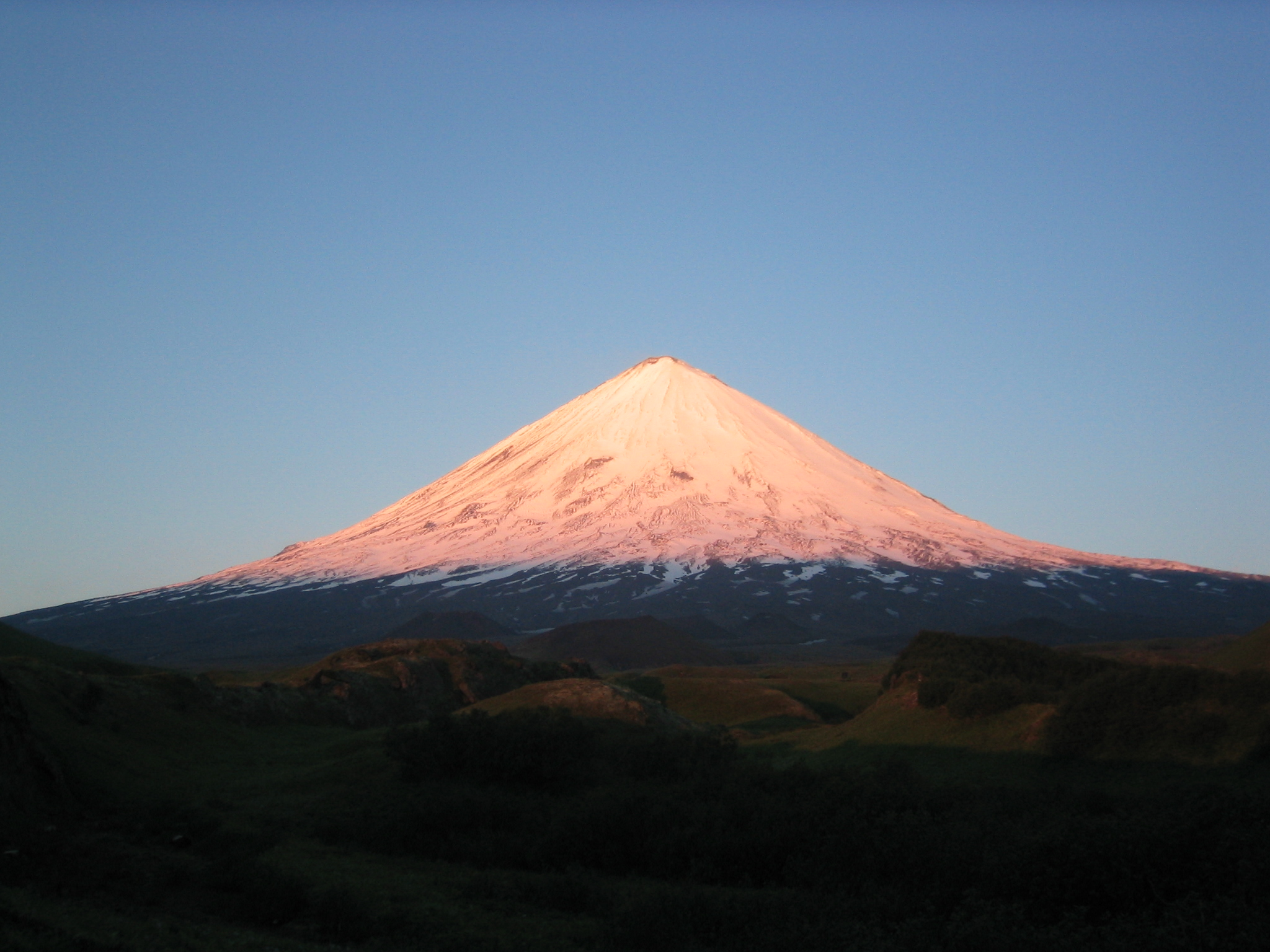
Захід сонця на сопці
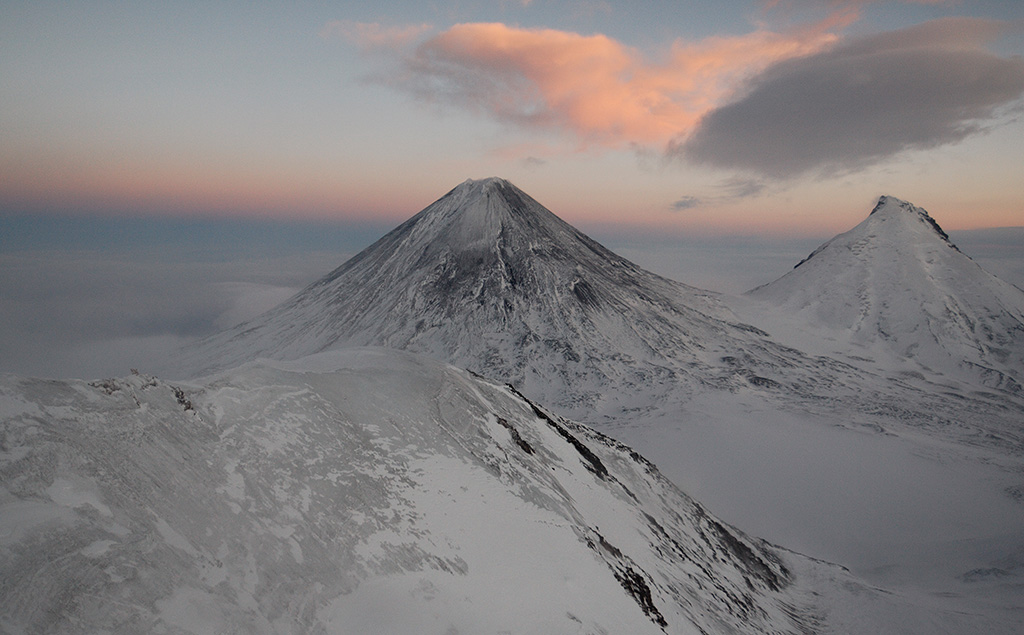
Місячний сніжний пейзаж
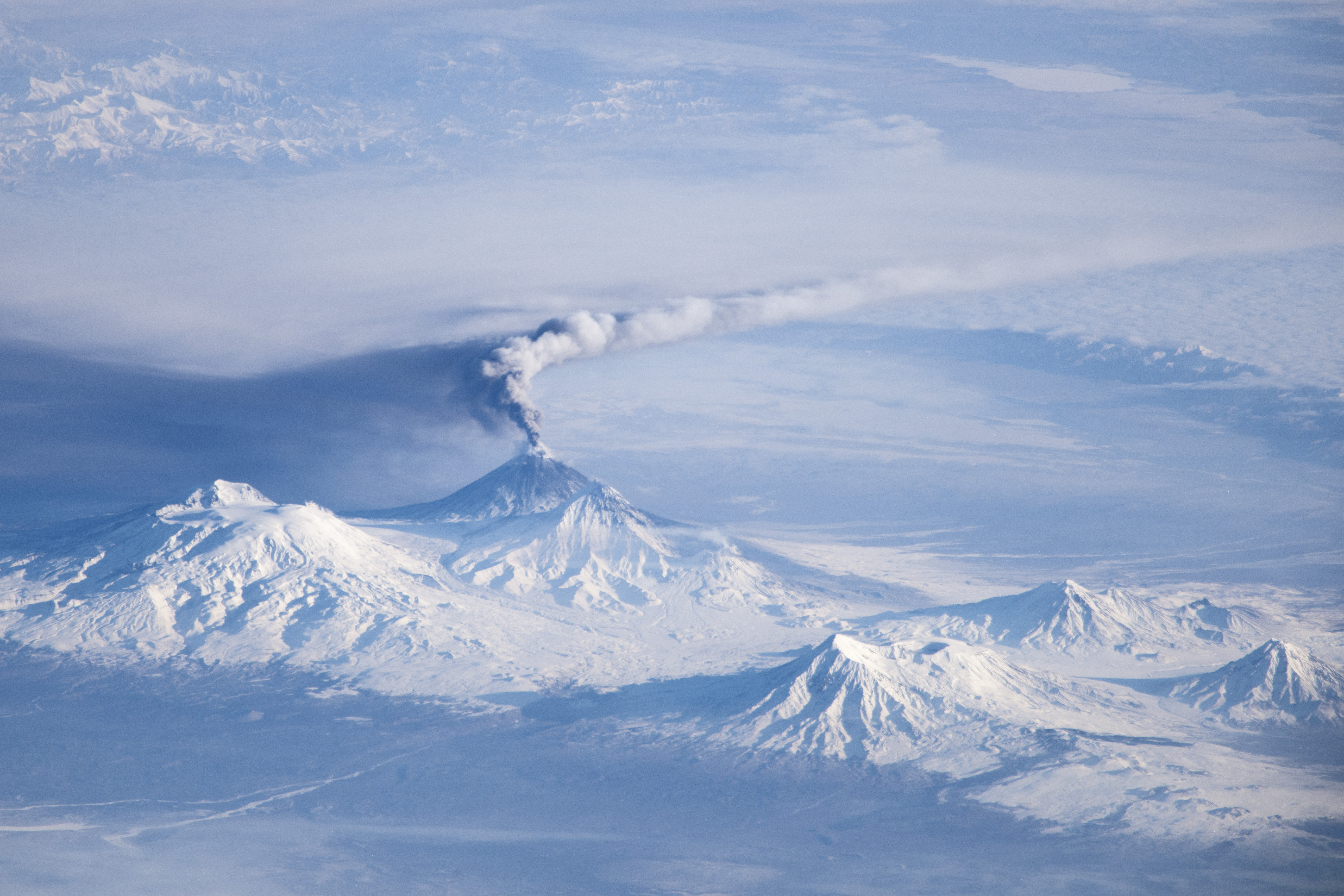
Чергове виверження сопки
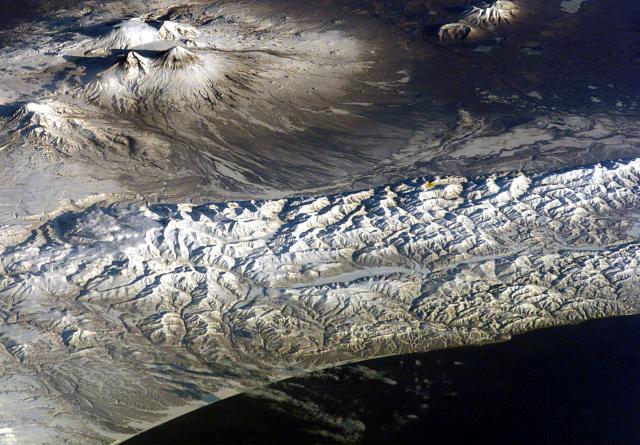
Вигляд сопки із супутника
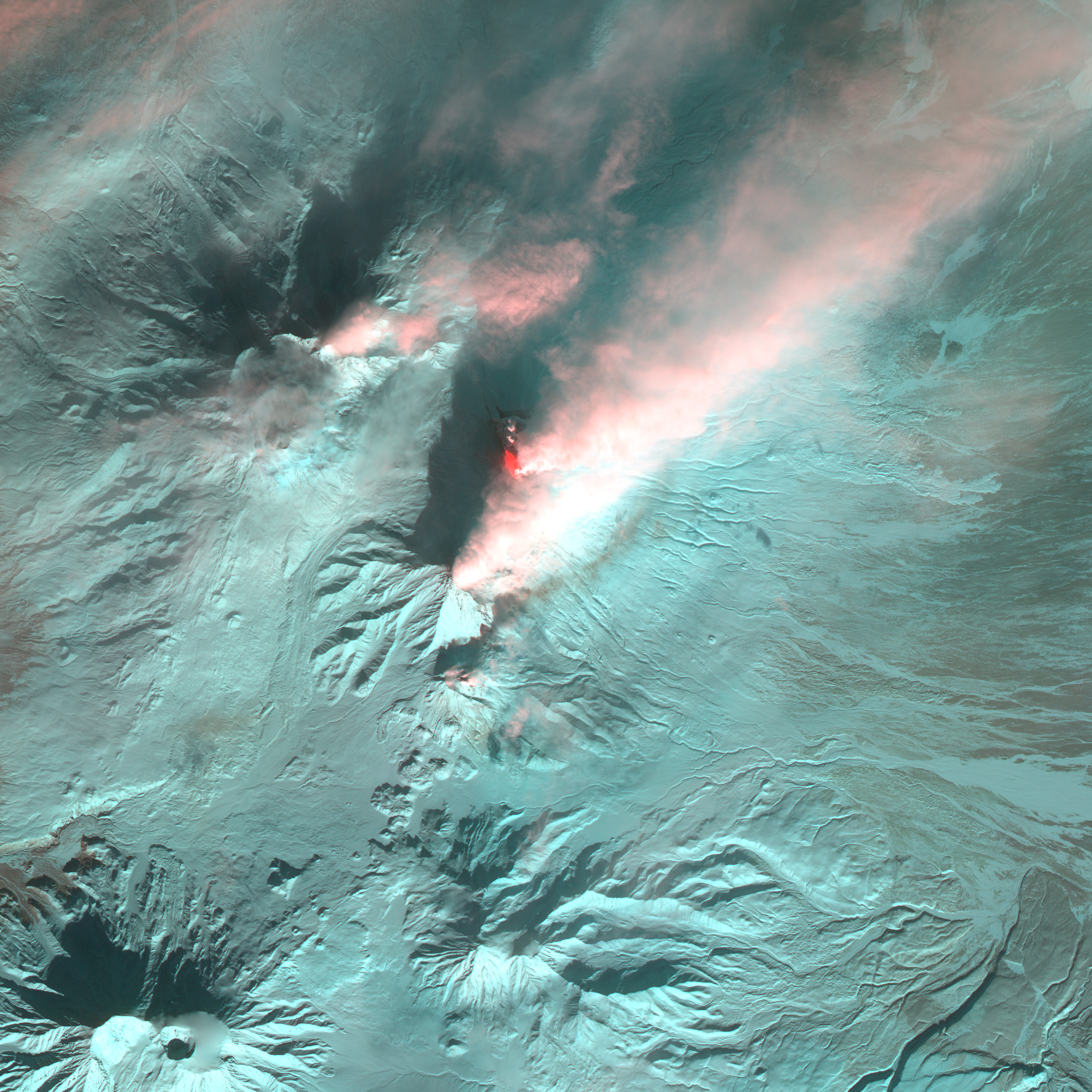
Вигляд виверження вулкана із супутника